# Mikołajki Pomorskie (gromada)
Mikołajki Pomorskie – dawna gromada, czyli najmniejsza jednostka podziału terytorialnego Polskiej Rzeczypospolitej Ludowej w latach 1954–1972.
Gromady, z gromadzkimi radami narodowymi (GRN) jako organami władzy najniższego stopnia na wsi, funkcjonowały od reformy reorganizującej administrację wiejską przeprowadzonej jesienią 1954 do momentu ich zniesienia z dniem 1 stycznia 1973, tym samym wypierając organizację gminną w latach 1954–1972.
Gromadę Mikołajki Pomorskie z siedzibą GRN w Mikołajkach Pomorskich utworzono – jako jedną z 8759 gromad na obszarze Polski – w powiecie sztumskim w woj. gdańskim na mocy uchwały nr 24/III/54 WRN w Gdańsku z dnia 5 października 1954. W skład jednostki weszły obszary dotychczasowych gromad Mikołajki Pomorskie i Dąbrówka Pruska ze zniesionej gminy Mikołajki Pomorskie, obszar dotychczasowej gromady Pierzchowice oraz miejscowość Mirowice z dotychczasowej gromady Mirowice ze zniesionej gminy Straszewo, obszar dotychczasowej gromady Krastudy ze zniesionej gminy Stary Targ oraz obszar dotychczasowej gromady Sadłuki i miejscowość Kołoząb z dotychczasowej gromady Kołoząb ze zniesionej gminy Sztum w tymże powiecie. Dla gromady ustalono 22 członków gromadzkiej rady narodowej.
1 stycznia 1960 do gromady Mikołajki Pomorskie włączono obszar zniesionej gromady Dworek w tymże powiecie.
Gromada przetrwała do końca 1972 roku, czyli do kolejnej reformy gminnej. 1 stycznia 1973 w powiecie sztumskim w woj. gdańskim reaktywowano zniesioną w 1954 roku gminę Mikołajki Pomorskie (od 1999 w woj. pomorskim; w latach 1999-2001 w powiecie malborskim, od 2002 ponownie w powiecie sztumskim).